# Ḩarabdeh
Ḩarabdeh (persiska: حربده) är en ort i Iran.   Den ligger i provinsen Mazandaran, i den norra delen av landet, 130 km nordost om huvudstaden Teheran. Antalet invånare är 618.
Terrängen runt Ḩarabdeh är platt. Runt Ḩarabdeh är det ganska tätbefolkat, med 155 invånare per kvadratkilometer. Närmaste större samhälle är Āmol, 17,9 km söder om Ḩarabdeh. Trakten runt Ḩarabdeh består till största delen av jordbruksmark.